# Уктусские горы
Укту́сские го́ры — горный массив Среднего Урала в Чкаловском районе Екатеринбурга (Россия). Широко используется населением г. Екатеринбурга как место активного отдыха — в лесопарках проложены лыжные трассы, имеется лыжероллерная трасса, стрельбища. Окраины лесопарков и просеки ЛЭП используются как сады. На территории расположен жилой район Уктус.

## Описание
Горы возвышаются над долиной реки Исеть, расположенной к востоку, и реки Патрушиха — к западу. Простираются с севера на юг на 15 км и с запада на восток — на 10 км. На северной вершине (высота 322,2 м над уровнем моря) расположен спорткомплекс «Уктус». К югу горы повышаются, достигая в районе Рудного высоты 385,2 м (гора Татищева) (Массив находится в 8-10 километрах к Югу от У. и лишь в ряде источников указывается принадлежащей к данному горному массиву). Затем местность понижается в южном направлении до 340—350 м, постепенно переходя в широкую долину реки Арамилки.
Горы сложены массивно-кристаллическим породами габбро, перидотитами, дунитами, по склонам и вершинам сопок выходящими на поверхность. Горы сильно расчленены логами и лощинами, но постоянных водостоков нет. Горы расположены в пределах Уктусского лесничества, к которому относятся Уктусский, Нижнеисетский и Южный лесопарки. Естественная растительность этих лесопарков представлена сосновыми, преимущественно разнотравными, лесами южной тайги. Особенность лесопарков — наличие в них небольших участков горных степей и остепнённость сосновых боров (так называемые Уктусские горные степи).
Впервые горы описаны Э. К. Гофманом, посетившим их в 1855 и 1859 годах, он же дал им название.
<…> горы эти состоят из многих гряд, параллельных между собой и с Уралом,... с южной стороны ограничиваются равниной, на которой расположена деревня Седельникова, или Шабры… Вся возвышенность эта не имеет особого названия. Я назвал их Уктусскими горамиЭ. К. Гофман
В конце XIX века горы детально изучались В. А. Рожковым, в советское время — И. Ф. Токаревым и геологом Д. Б. Безманом, в последней трети XX века — профессором УрГПУ В. И. Прокаевым.
Государственный запас никелевой руды. Разработка отложена специальным постановлением правительства Свердловской области.

## Галерея
- У подъёмника «Нового» склона
- «Малый» (учебный) склон
- Северный склон и термальный комплекс «Баден-Баден»